# Aemilian Reif
Aemilian Reif oder Reiff (* 16. Mai 1741 in Ambs; † 11. Juni 1790 in Benediktbeuern) war ein deutscher Benediktiner, Theologe und Hochschullehrer.

## Leben
Reifs frühe Ausbildung ist unbekannt. Er ging in das Kloster Benediktbeuern und legte dort am 24. Oktober 1762 das Ordensgelübde ab. Nachdem er dort die weitere notwendige Ausbildung durchlaufen hatte, empfing er am 20. September 1766 die Priesterweihe. Er wirkte über einige Jahre als Lehrer der Dogmatik und des Kirchenrechts am Kloster in Benediktbeuern.
Reif, der zum Doktor der Theologie promoviert worden war, erhielt 1781 an der Universität Ingolstadt eine Stelle als Professor der Moraltheologie. Außerdem wurde er zum kurfürstlichen Geistlichen Rat ernannt. In Ingolstadt war er außerdem zeitweise Dekan der Theologischen Fakultät. Er lehrte bis 1790 an der Universität als geschätzter Professor. Auf Grund einer Krankheit musste er seine Professur im April niederlegen. Er kehrte für kurze Zeit noch nach Benediktbeuern zurück. Dort starb er kurz darauf im Juni.

## Werke (Auswahl)
- Positiones theologicae dogmatico scholasticae ex Prolegomenis, item de Deo uno et trino, nec non de Christo et ejus gratia, Tegernsee 1778.
- De Originibvs Typographicis, 4 Teile, Haberberger, Ingolstadt 1785–1790.
- Systema Theologiae Moralis Christianae, 2 Bände, Krüll, Ingolstadt 1787–1788.
- Meine Verantwortung gegen Wirz- und Salzburger Kritik, Krüll, Ingolstadt 1788.